# Кияшко Григорій Григорович
Григорій Григорович Кияшко (1919—1995) — полковник Радянської Армії, учасник Другої світової війни, Герой Радянського Союзу (1945).

## Біографія
Григорій Кияшко народився 21 січня 1919 року в селі Велика Багачка (нині — селище в Полтавській області України). Після закінчення восьми класів школи і курсів зоотехніків завідував фермою, потім був технічним секретарем райкому Осоавиахима. У 1939 році Кияшка призвали на службу в Робітничо-селянську Червону Армію. Брав участь у боях радянсько-фінської війни. З червня 1941 року — на фронтах німецько-радянської війни.
У 1944 році закінчив Вищу офіцерську бронетанкову школу. У боях три рази був поранений. До липня 1944 гвардії старший лейтенант Григорій Кияшко командував танковою ротою 45-го гвардійського танкового полку 9-ї гвардійської механізованої бригади 3-го гвардійського механізованого корпусу 3-го Білоруського фронту. Відзначився під час звільнення Білоруської РСР.
2 липня 1944 року рота Кияшка першою вступила в село Червоне Молодечненського району Мінської області Білоруської РСР і взяла активну участь в його звільненні, знищивши 40 возів, 5 танків, 3 гармати і велику кількість солдатів і офіцерів противника.
Указом Президії Верховної Ради СРСР від 24 березня 1945 року за «зразкове виконання бойових завдань командування на фронті боротьби з німецькими загарбниками і проявлені при цьому мужність і героїзм» гвардії старший лейтенант Григорій Кияшко був удостоєний звання Героя Радянського Союзу з врученням ордена Леніна і медалі «Золота Зірка» за номером 7197.
Після закінчення війни Григорій Кияшко продовжив службу в Радянській Армії. У 1956 році закінчив Військову академію бронетанкових військ. У 1964 році в званні полковника Григорій Кияшко звільнений в запас. Проживав у Воронежі, працював старшим інженером Воронезького верстатобудівного заводу.
Помер 31 березня 1995, похований на Комінтернівському кладовищі Воронежа.